# Diecezja Granada en Colombia
Diecezja Granada en Colombia (łac. Dioecesis Granadiensis in Columbia, hisz. Diócesis de Granada) – rzymskokatolicka diecezja  w Kolumbii. Jest sufraganią archidiecezji Villavicencio.

## Historia
16 stycznia 1964 papież Paweł VI bullą  Laetamur admodum erygował prefekturę apostolską Ariari. Dotychczas wierni z tych terenów należeli do wikariatu apostolskiego Villavicencio (obecnie Archidiecezja Villavicencio).
3 października 1987 papież Jan Paweł II bullą  Ad universas orbis podniósł prefekturę do rangi wikariatu apostolskiego.
29 października 1999 wikariat apostolski Ariari na mocy konstytucji apostolskiej Cum Vicariatus został podniesiony do rangi diecezji oraz zmieniono jego nazwę na Granada. 

Mapa diecezji

## Ordynariusze

### Prefekci apostolscy Ariari
- Jesús María Coronado Caro SDB (1964 - 1973)
- Héctor Jaramillo Duque SDB (1973 - 1981)
- Luís Carlos Riveros Lavado SDB (1982 - 1986)

### Wikariusze apostolscy Ariari
- Héctor Julio López Hurtado SDB (1987 - 1999)

### Biskupi Granady w Kolumbii
- Héctor Julio López Hurtado SDB (1999 - 2001)
- José Figueroa Gómez (2002 - 2025)
- Jorge Enrique Malpica Bejarano (od 2025)